# 토미에
토미에(Tomie 富江)는 일본의 공포 만화가 이토 준지가 그린 만화다. 이 만화를 원작으로 영화화 한 토미에 시리즈가 있다. 파트 1과 파트 2 두 권으로 나뉘어 있다.

## 수록 이야기
- 《토미에 PART 1》

1. 토미에
2. 사진
3. 입맞춤
4. 저택
5. 복수
6. 폭포

- 《토미에 PART 2》

1. 토미에 PART 2
2. 지하실
3. 화가
4. 암살
5. 모발
6. 양녀

## 출판 정보
- 한국
  - 《토미에 PART 1》 (시공사, 1999년 7월 21일 출간) ISBN 9788952702883(8952702883)
  - 《토미에 PART 2》 (시공사, 1999년 7월 21일 출간) ISBN 9788952702890(8952702891)

## 같이 보기
- 이토 준지